# Тюрин, Николай Евгеньевич
Никола́й Евге́ньевич Тю́рин (род. 23 июля 1945, Москва) — советский и российский учёный в области теоретической физики и физики высоких энергий, доктор физико-математических наук, профессор. В 2003—2016 гг. — директор ГНЦ ИФВЭ.

## Биография
Родился 23 июля 1945 года в Москве. В 1968 году с отличием окончил физический факультет МГУ, а в 1971 году — аспирантуру Отдела теоретической физики Института физики высоких энергий (ИФВЭ, г. Протвино Московской области).
С 1971 года работает в ИФВЭ (с 1994 года — Государственный научный центр РФ — Институт физики высоких энергий), в 2003—2016 года — директор.
Кандидат физико-математических наук (1971), тема диссертации: «Применение гладких квазипотенциалов к описанию процессов рассеяния при высоких энергиях» (Серпухов, 1970. — 99 с.: ил.). Доктор физико-математических наук (1977), тема диссертации: «Метод обобщенной матрицы реакций в теории сильных взаимодействий» (Серпухов, 1976. — 148 с.: ил.)
Профессор по специальности «Теоретическая и математическая физика» (1984). Профессор кафедры квантовой теории и физики высоких энергий физического факультета МГУ (1985—2005), читал курсы: «Модели в теории сильных взаимодействий», «Решетки в квантовой теории поля», «Теория спиновых явлений в физике частиц», «Физика дифракционных процессов».
Автор и соавтор 250 научных статей и 2 монографий.
Некоторые труды:
- Поляризационные эффекты в пион-протонном рассеянии при высоких энергиях / С. М. Трошин, Н. Е. Тюрин // Письма в ЖЭТФ. — 1976. — Т. 23. — С. 716—719.
- О разложении амплитуды рассеяния при больших переданных импульсах / В. Ф. Еднерал, С. М. Трошин, Н. Е. Тюрин  // Теор. и мат. физик. — 1980. — Т. 44. — С. 138—143.
- Спин в физике высоких энергий / С. М. Трошин, Н. Е. Тюрин; АН СССР, Ин-т физики высок. энергий М-ва атом. энергетики и пром-сти СССР. — М. : Наука, 1991. — 175 с. : ил. — ISBN 5-02-000239-9.
- S.M.Troshin, N.E.Tyurin. Spin Phenomena in Particle Interactions. — World Scientific, 1994, 211 p.
- S.M.Troshin, N.E.Tyurin. Diffraction at the LHC — antishadow scattering? // Eur.Phys.J.C, 2001, v.21, p.679-683.

Награждён орденом Трудового Красного Знамени (1986), орденом Почёта (2004), Благодарностью Правительства Российской Федерации (2005), орденом Александра Невского (2018).